# Михайло Зеленський
Миха́йло Зеле́нський герба Прус (? — після 1674) — м'ястківський сотник (1649), брацлавський полковник (1654—1657; 1659—1661; 1664; 1666), дипломат.

## Життєпис
Народився у шляхетській родині. Брав участь у боях проти польських і татарських військ 1654—1657; очолював дейнецький полк під час повстання М. Пушкаря і Я. Барабаша, учасник Чуднівської кампанії. Виконував дипломатичні місії до Польщі й Кримського ханства. 1667 р. здійснив невдалу спробу перехопити булаву в П. Дорошенка. Восени 1671 р. перейшов на бік М. Ханенка, та вже наступного року повернувся до П. Дорошенка. 1674 р. перебрався на Лівобережну Україну. Подальша доля невідома.